# Vampira (film)
Vampira, ook bekend onder de titel Old Dracula, is een komische film uit 1974. De hoofdrollen worden gespeeld door David Niven en Teresa Graves die respectievelijk de rol spelen van Dracula en zijn vampiervrouw Vampira.

## Verhaal
Omwille van zijn hoge ouderdom is Graaf Dracula verplicht om zijn kasteel open te stellen voor toeristen. Samen met zijn butler is hij op zoek naar een dame met hetzelfde bloedtype als zijn vrouw Vampira. Vampira is ondertussen al bijna 50 jaar in coma omdat ze bloed had gezogen van iemand die leed aan bloedarmoede.
Op een dag komen een aantal Playbunnies het kasteel bezoeken. Dracula en zijn butler nemen van de sexy dames bloedstalen af. Tot grote opluchting van Dracula wordt het correcte bloedstaal gevonden. Nadat ze Vampira hiermee inspuiten komt ze tot leven. Er is een neveneffect: omdat de bloedstaal kwam van een zwarte vrouw, heeft Vampira nu ook een zwarte huidskleur, tot ongenoegen van Dracula.
Dracula wil absoluut zijn vrouw terug omvormen tot een blanke dame. Daarom hypnotiseert hij Marc, een knappe jongeman, waarvan Dracula te weten is gekomen dat deze redelijk vlot meisjes kan verleiden. De hypnose treedt in werking telkens als Dracula telefoneert naar Marc en hem het woord "Vampira" zegt. Een bijkomend effect is dat het lichaam van Marc gedeeltelijk wordt overgenomen door Dracula. Dracula leidt Marc naar koffertjes die her en der verstopt staan met daarin valse vampiertanden. Marc moet deze indoen en dan de vrouw die hij heeft verleid bijten. Het bloed wordt dan opgevangen in een reservoir in de valse tanden. Even later komt Dracula de tanden ophalen. De volgende ochtend herinnert Marc zich niets meer van wat er gebeurd is.
Uiteindelijk beseft Marc dat er meestal zwarte gaten optreden wanneer hij wordt opgebeld. Daarom beslist hij om alle telefoongesprekken op te nemen. Zo ontdekt hij dat het woord "Vampira" zorgt voor de hypnose.
Wanneer alles dreigt uit te komen, vluchten Dracula en Vampira. In een eerder gevecht is Dracula in aanraking gekomen met onbekend bloed. Wanneer de politie hem wil arresteren op de luchthaven blijkt dit niet de man te zijn die wordt gezocht, want de persoon die Marc heeft aangeduid, heeft een zwarte huidskleur (wat wil zeggen dat het ongekende bloed van een zwarte persoon was).

## Onthaal
De film werd niet goed onthaald. Volgens critici is het een eerder saaie film. Daarnaast is de film ook redelijk racistisch ten opzichte van mensen met een zwarte huidskleur en wordt het blanke ras als superieur gezien.

## Trivia
In bepaalde landen, zoals de USA, werd de film uitgebracht onder de titel Old Dracula. Dit is een verwijzing naar de film "Young Frankenstein", eveneens een vampierfilm die hetzelfde jaar uitkwam.

## Rolverdeling
| Acteur           | Personage      |
| ---------------- | -------------- |
| David Niven      | Graaf Dracula  |
| Teresa Graves    | Gravin Vampira |
| Nicky Henson     | Marc           |
| Jennie Linden    | Angela         |
| Linda Hayden     | Helga          |
| Andrea Allan     | Eve            |
| Veronica Carlson | Ritva          |
| Minah Bird       | Rose           |
| Freddie Jones    | Gilmore        |
| Frank Thornton   | Mr. King       |